# 29800 Valeriesarge
A 29800 Valeriesarge (ideiglenes jelöléssel (29800) 1999 CM84) a Naprendszer kisbolygóövében található aszteroida. A LINEAR projekt keretében fedezték fel 1999. február 10-én.